# Campionato mondiale di hockey su ghiaccio - Prima Divisione 2014
Il Campionato mondiale di hockey su ghiaccio - Prima Divisione 2014 è un torneo di hockey su ghiaccio organizzato dall'International Ice Hockey Federation. Il torneo si è disputato fra il 20 e il 26 aprile 2014. Le dodici squadre partecipanti sono state divise in due gironi da sei ciascuno. Il gare del Gruppo A si sono svolte a Goyang, in Corea del Sud. Le partite del Gruppo B invece si sono giocate a Vilnius, in Lituania. La Slovenia e l'Austria, prima e seconda del Gruppo A, si sono garantite la partecipazione al Campionato mondiale di hockey su ghiaccio maschile 2015, mentre la Corea del Sud è stata retrocessa per il 2014 in Prima Divisione - Gruppo B. Nel Gruppo B la Polonia ha conquistato la promozione in Prima Divisione - Gruppo A, mentre la Romania, ultima classificata, è stata retrocessa in Seconda Divisione - Gruppo A.

## Partecipanti

### Gruppo A
| Nazionale     | Qualificazione                                               |
| ------------- | ------------------------------------------------------------ |
| Austria       | Quindicesima e retrocessa dal Gruppo A del 2013.             |
| Slovenia      | Sedicesima e retrocessa dal Gruppo A del 2013.               |
| Ungheria      | Terza nella Prima Divisione - Gruppo A del 2013.             |
| Giappone      | Quarto nella Prima Divisione - Gruppo A del 2013.            |
| Corea del Sud | Ospitante, quinta nella Prima Divisione - Gruppo A del 2013. |
| Ucraina       | Prima e promossa dalla Prima Divisione - Gruppo B del 2013.  |

### Gruppo B
| Nazionale   | Qualificazione                                                |
| ----------- | ------------------------------------------------------------- |
| Regno Unito | Sesto e retrocesso dalla Prima Divisione - Gruppo A del 2013. |
| Polonia     | Seconda nella Prima Divisione - Gruppo B del 2013.            |
| Paesi Bassi | Terzi nella Prima Divisione - Gruppo B del 2013.              |
| Romania     | Quarta nella Prima Divisione - Gruppo B del 2013.             |
| Lituania    | Ospitante, quinta nella Prima Divisione - Gruppo B del 2013.  |
| Croazia     | Prima e promossa dalla Seconda Divisione - Gruppo A del 2013. |

## Gruppo A

### Incontri
| Goyang 20 aprile 2014, ore 12:30 UTC+9 | Ucraina | 2 – 3 (d.t.s.) (1-2; 1-0; 0-0) referto | Austria | Goyang Ice Rink (2.371 spett.) |

| Goyang 20 aprile 2014, ore 16:00 UTC+9 | Giappone | 2 – 1 (0-0; 0-1; 2-0) referto | Slovenia | Goyang Ice Rink (2.333 spett.) |

| Goyang 20 aprile 2014, ore 19:30 UTC+9 | Corea del Sud | 4 – 7 (0-2; 1-3; 3-2) referto | Ungheria | Goyang Ice Rink (2.775 spett.) |

| Goyang 21 aprile 2014, ore 12:30 UTC+9 | Austria | 4 – 1 (0-1; 3-0; 1-0) referto | Giappone | Goyang Ice Rink (1.616 spett.) |

| Goyang 21 aprile 2014, ore 16:00 UTC+9 | Ungheria | 0 – 3 (0-1; 0-2; 0-0) referto | Ucraina | Goyang Ice Rink (1.712 spett.) |

| Goyang 21 aprile 2014, ore 19:30 UTC+9 | Slovenia | 4 – 0 (0-0; 2-0; 2-0) referto | Corea del Sud | Goyang Ice Rink (2.347 spett.) |

| Goyang 23 aprile 2014, ore 12:30 UTC+9 | Slovenia | 2 – 0 (0-0; 2-0; 0-0) referto | Ungheria | Goyang Ice Rink (1.670 spett.) |

| Goyang 23 aprile 2014, ore 16:00 UTC+9 | Ucraina | 2 – 3 (1-2; 0-0; 1-1) referto | Giappone | Goyang Ice Rink (1.656 spett.) |

| Goyang 23 aprile 2014, ore 19:30 UTC+9 | Austria | 7 – 4 (5-4; 0-0; 2-0) referto | Corea del Sud | Goyang Ice Rink (2.647 spett.) |

| Goyang 24 aprile 2014, ore 12:30 UTC+9 | Slovenia | 5 – 3 (2-0; 0-2; 3-1) referto | Ucraina | Goyang Ice Rink (1.698 spett.) |

| Goyang 24 aprile 2014, ore 16:00 UTC+9 | Ungheria | 4 – 5 (d.t.s.) (0-0; 3-3; 1-1) referto | Austria | Goyang Ice Rink (1.720 spett.) |

| Goyang 24 aprile 2014, ore 19:30 UTC+9 | Giappone | 4 – 2 (3-0; 1-0; 0-2) referto | Corea del Sud | Goyang Ice Rink (2.949 spett.) |

| Goyang 26 aprile 2014, ore 12:30 UTC+9 | Ungheria       | 5 – 4 (d.t.s.) (1-1; 2-2; 1-1; 0-0) referto | Giappone | Goyang Ice Rink (1.878 spett.) |
| Shootout 3 – 2                         |                |                                             |          |                                |
|                                        |                |                                             |          |                                |
|                                        | Shootout 3 – 2 |                                             |          |                                |

| Goyang 26 aprile 2014, ore 16:00 UTC+9 | Austria | 1 – 3 (0-0; 1-1; 0-2) referto | Slovenia | Goyang Ice Rink (1.923 spett.) |

| Goyang 26 aprile 2014, ore 19:30 UTC+9 | Corea del Sud | 2 – 8 (0-2; 0-3; 2-3) referto | Ucraina | Goyang Ice Rink (2.527 spett.) |

### Classifica
| Pos. |               | PG | V | VOT | POT | P | GF | GS | DR  | Pt |
| 1.   | Slovenia      | 5  | 4 | 0   | 0   | 1 | 15 | 6  | +9  | 12 |
| 2.   | Austria       | 5  | 2 | 2   | 0   | 1 | 20 | 14 | +6  | 10 |
| 3.   | Giappone      | 5  | 3 | 0   | 1   | 1 | 14 | 14 | 0   | 9  |
| 4.   | Ucraina       | 5  | 2 | 0   | 1   | 2 | 18 | 13 | +5  | 7  |
| 5.   | Ungheria      | 5  | 1 | 1   | 1   | 2 | 16 | 18 | -2  | 6  |
| 6.   | Corea del Sud | 5  | 0 | 0   | 0   | 5 | 14 | 34 | -20 | 0  |

### Riconoscimenti individuali
- Miglior portiere: Yutaka Fukufuji -  Giappone
- Miglior difensore: Dominique Heinrich -  Austria
- Miglior attaccante: Jan Muršak -  Slovenia

### Classifica marcatori
| Giocatore            | PG | G | A  | Pt | +/- | MP |
| -------------------- | -- | - | -- | -- | --- | -- |
| Thomas Koch          | 5  | 0 | 10 | 10 | +4  | 4  |
| Brian Lebler         | 5  | 6 | 3  | 9  | +5  | 0  |
| Thomas Hundertpfund  | 5  | 4 | 4  | 8  | +5  | 2  |
| Roman Blahoj         | 5  | 3 | 5  | 8  | +5  | 2  |
| Jan Urbas            | 5  | 5 | 2  | 7  | +7  | 2  |
| Oleksandr Materuchin | 5  | 4 | 3  | 7  | +1  | 2  |
| Kim Ki-sung          | 5  | 2 | 5  | 7  | -1  | 2  |
| István Bartalis      | 5  | 5 | 1  | 6  | 0   | 0  |
| Dominique Heinrich   | 5  | 4 | 2  | 6  | +1  | 2  |
| Brock Radunske       | 5  | 3 | 3  | 6  | -2  | 10 |

Fonte: IIHF.com

### Classifica portieri
| Giocatore          | Min    | TC  | GS | SO | MGS  | Sv%   |
| ------------------ | ------ | --- | -- | -- | ---- | ----- |
| Luka Gračnar       | 240:00 | 99  | 4  | 2  | 1.00 | 95.96 |
| Yutaka Fukufuji    | 287:36 | 144 | 11 | 0  | 2.29 | 92.36 |
| Bernhard Starkbaum | 304:31 | 133 | 14 | 0  | 2.76 | 89.47 |
| Sjarhej Haidučenko | 252:52 | 102 | 11 | 1  | 2.74 | 89.22 |
| Zoltán Hetényi     | 306:20 | 168 | 18 | 0  | 3.53 | 87.76 |

Fonte: IIHF.com

## Gruppo B

### Incontri
| Vilnius 20 aprile 2014, ore 13:00 UTC+3 | Croazia | 4 – 0 (2-0; 1-0; 1-0) referto | Regno Unito | Siemens Arena (792 spett.) |

| Vilnius 20 aprile 2014, ore 16:30 UTC+3 | Romania | 0 – 7 (0-2; 0-3; 0-2) referto | Polonia | Siemens Arena (809 spett.) |

| Vilnius 20 aprile 2014, ore 20:00 UTC+3 | Lituania | 4 – 0 (1-0; 0-0; 3-0) referto | Paesi Bassi | Siemens Arena (4.525 spett.) |

| Vilnius 21 aprile 2014, ore 13:00 UTC+3 | Regno Unito | 4 – 1 (0-0; 2-0; 2-1) referto | Romania | Siemens Arena (739 spett.) |

| Vilnius 21 aprile 2014, ore 16:30 UTC+3 | Paesi Bassi | 0 – 4 (0-2; 0-2; 0-0) referto | Croazia | Siemens Arena (984 spett.) |

| Vilnius 21 aprile 2014, ore 20:00 UTC+3 | Polonia | 3 – 2 (1-0; 1-1; 1-1) referto | Lituania | Siemens Arena (6.138 spett.) |

| Vilnius 23 aprile 2014, ore 13:00 UTC+3 | Polonia | 5 – 1 (0-0; 1-0; 4-1) referto | Paesi Bassi | Siemens Arena (707 spett.) |

| Vilnius 23 aprile 2014, ore 16:30 UTC+3 | Croazia        | 4 – 3 (d.t.s.) (0-1; 1-1; 2-1; 0-0) referto | Romania | Siemens Arena (1.011 spett.) |
| Shootout 2 – 1                          |                |                                             |         |                              |
|                                         |                |                                             |         |                              |
|                                         | Shootout 2 – 1 |                                             |         |                              |

| Vilnius 23 aprile 2014, ore 20:00 UTC+3 | Regno Unito | 1 – 2 (0-1; 1-1; 0-0) referto | Lituania | Siemens Arena (6.312 spett.) |

| Vilnius 24 aprile 2014, ore 13:00 UTC+3 | Polonia | 4 – 1 (1-0; 1-1; 2-0) referto | Croazia | Siemens Arena (808 spett.) |

| Vilnius 24 aprile 2014, ore 16:30 UTC+3 | Paesi Bassi | 3 – 4 (1-2; 0-1; 2-1) referto | Regno Unito | Siemens Arena (997 spett.) |

| Vilnius 24 aprile 2014, ore 20:00 UTC+3 | Romania | 2 – 5 (0-1; 0-1; 2-3) referto | Lituania | Siemens Arena (5.687 spett.) |

| Vilnius 26 aprile 2014, ore 13:00 UTC+3 | Paesi Bassi | 9 – 1 (3-0; 2-0; 4-1) referto | Romania | Siemens Arena (1.009 spett.) |

| Vilnius 26 aprile 2014, ore 16:30 UTC+3 | Regno Unito | 4 – 2 (0-0; 2-1; 2-1) referto | Polonia | Siemens Arena (3.206 spett.) |

| Vilnius 26 aprile 2014, ore 20:00 UTC+3 | Lituania | 2 – 3 (0-0; 1-2; 1-1) referto | Croazia | Siemens Arena (7.500 spett.) |

### Classifica
| Pos. |             | PG | V | VOT | POT | P | GF | GS | DR  | Pt |
| 1.   | Polonia     | 5  | 4 | 0   | 0   | 1 | 21 | 8  | +13 | 12 |
| 2.   | Croazia     | 5  | 3 | 1   | 0   | 1 | 16 | 9  | +7  | 11 |
| 3.   | Lituania    | 5  | 3 | 0   | 0   | 2 | 15 | 9  | +6  | 9  |
| 4.   | Regno Unito | 5  | 3 | 0   | 0   | 2 | 13 | 12 | +1  | 9  |
| 5.   | Paesi Bassi | 5  | 1 | 0   | 0   | 4 | 13 | 18 | -5  | 3  |
| 6.   | Romania     | 5  | 0 | 0   | 1   | 4 | 7  | 29 | -22 | 1  |

### Riconoscimenti individuali
- Miglior portiere: Przemysław Odrobny -  Polonia
- Miglior difensore: Alan Letang -  Croazia
- Miglior attaccante: Dainius Zubrus -  Lituania

### Classifica marcatori
| Giocatore            | PG | G | A | Pt | +/- | MP |
| -------------------- | -- | - | - | -- | --- | -- |
| Dainius Zubrus       | 5  | 2 | 7 | 9  | +7  | 4  |
| Donatas Kumeliauskas | 5  | 4 | 4 | 8  | +7  | 16 |
| Leszek Laszkiewicz   | 5  | 4 | 3 | 7  | +5  | 4  |
| Krzysztof Zapala     | 5  | 0 | 7 | 7  | +3  | 6  |
| Colin Shields        | 5  | 5 | 1 | 6  | +2  | 0  |
| Arnoldas Bosas       | 5  | 4 | 2 | 6  | +6  | 10 |
| Paweł Dronia         | 5  | 2 | 4 | 6  | +2  | 4  |
| Marcin Kolusz        | 5  | 3 | 2 | 5  | +2  | 0  |
| Dario Kostović       | 5  | 2 | 3 | 5  | +1  | 2  |
| Alan Letang          | 5  | 1 | 4 | 5  | +2  | 2  |

Fonte: IIHF.com

### Classifica portieri
| Giocatore              | Min    | TC  | GS | SO | MGS  | Sv%   |
| ---------------------- | ------ | --- | -- | -- | ---- | ----- |
| Przemysław Odrobny     | 240:00 | 86  | 4  | 1  | 1.00 | 95.35 |
| Mate Tomljenović       | 303:16 | 146 | 8  | 2  | 1.58 | 94.52 |
| Mantas Armalis         | 298:42 | 106 | 9  | 1  | 1.81 | 92.17 |
| Ben Browns             | 252:28 | 100 | 8  | 0  | 1.90 | 92.00 |
| Adrian Catrinoi Cornea | 164:11 | 109 | 12 | 0  | 4.39 | 88.99 |

Fonte: IIHF.com